# Cricova (vinărie)
Cricova S.A. este un combinat de vinuri din orașul Cricova, Republica Moldova, fondat în 1952. Este situat la 11 km de capitala Chișinău.
Întreprinderea este deținătoare a Ordinului Republicii (2002) și a fost declarată prin lege obiect al patrimoniului cultural-național al Republicii Moldova (2003). De asemenea, este un monument de arhitectură industrială și complex cultural-peisagistic de importanță națională.

## Istorie
În anul 1952, Petru Ungureanu și Nicolae Sobolev au propus utilizarea în calitate de depozite de vin stolnele din care se extrăgea piatra de construcție în Cricova. În 1954 la combinatul Cricova a fost fondată colecția de vinuri. În 1955, în galeriile subterane de la Cricova a avut loc îmbutelierea primelor vinuri de marc. În 1968, ca urmare a deciziei cu privire la necesitatea specializării gospodăriilor de vinificație și majorarea volumului de producție a vinurilor de marcă, pe teritoriul depozitelor de vin de la Cricova, care aparținuse până la acel moment Combinatului de Vinuri și Șampanie, a fost creat un sovhoz-fabrică. În 1977, pe teritoriul sovhoz-fabricii a fost construită hala de vinificație primară, care constituie unitatea principală de producere a companiei, iar în anul 1980 a început să funcționeze fabrica de șampanie. Din anul 1968 și până în 1985, prelucrarea materialului vinicol la întreprindere s-a majorat de 7 ori, iar producerea de vinuri de 35 de ori. 
În anii 1990 a fost dată în exploatare noua hală de vinuri spumante. La mijlocul anilor 1990, 20% din toată producția produsă la combinat era exportată în Rusia, Ucraina și alte state din fosta Uniune Sovietică, de asemenea în Orientul Îndepărtat, Regatul Unit, Germania, SUA, Japonia – în total aproximativ de 30 de țări.
În anul 1999 combinatul Cricova a fost transformat din întreprindere de stat în societate pe acțiuni, fiind în proprietatea statului. 
În 2002 i s-a decernat Ordinul Republicii. În 28 august 2003 a fost declarat prin lege obiect al patrimoniului cultural-național al Republicii Moldova.
Din 2025, complexul combinatului este recunoscut drept monument de arhitectură industrială și complex cultural-peisagistic de importanță națională în Registrul monumentelor Republicii Moldova ocrotite de stat cu nr. 388.1 (municipiul Chișinău) cu denumirea Complexul „Combinatul de Vinuri ,,Cricova” S.A.”” (galeriile fostei cariere de piatră și structurile subterane (inclusiv sălile de degustare), ansamblul construcțiilor terestre cu terenurile aferente și de peisaj geografic).

### Evoluție
2012 – integrarea trenurilor electrice ca mijloc de transport în galeriile orașului subteran.
2014 – deschiderea muzeului de vinuri „Cricova”. 
2015 – deschiderea cinematografului subteran.
2016 – primul eveniment dedicat mustului: „MustFest”.
2016 – Valentin Bodiu a lansat monografia „Cricova - destinul meu”.
2017 – Combinatului de Vinuri „Cricova” i-a fost oferit premiul mare pentru merite în domeniul vinificației.
2017 – au fost plantate primele 3 soiuri de viță-de-vie ecologică: Fetească Regală, Fetească Neagră și Viorica.
2018 –  inaugurarea celor 2 săli de degustare: „Bolta Cerească” și „Ștefan cel Mare”.
2019 – inaugurarea bisericii subterane.

## Vinoteca
Vinoteca Națională are o colecție de vinuri cuprinzând 460 tipuri de vinuri, coniacuri și lichioruri. Printre produse se remarcă vinul Amplius, Cuvée Prestige și Rose de Cricova.